# Para-Leichtathletik-Europameisterschaften 2012
| Medaillenspiegel (Stand nach 144 von 144 Entscheidungen) | Medaillenspiegel (Stand nach 144 von 144 Entscheidungen) | Medaillenspiegel (Stand nach 144 von 144 Entscheidungen) | Medaillenspiegel (Stand nach 144 von 144 Entscheidungen) | Medaillenspiegel (Stand nach 144 von 144 Entscheidungen) | Medaillenspiegel (Stand nach 144 von 144 Entscheidungen) |
| Platz                                                    | Land                                                     | G                                                        | S                                                        | B                                                        | TL                                                       |
| -------------------------------------------------------- | -------------------------------------------------------- | -------------------------------------------------------- | -------------------------------------------------------- | -------------------------------------------------------- | -------------------------------------------------------- |
| 1                                                        | Russland                                                 | 29                                                       | 28                                                       | 19                                                       | 76                                                       |
| 2                                                        | Ukraine                                                  | 17                                                       | 14                                                       | 10                                                       | 41                                                       |
| 3                                                        | Deutschland                                              | 11                                                       | 14                                                       | 4                                                        | 29                                                       |
| 4                                                        | Polen                                                    | 11                                                       | 6                                                        | 12                                                       | 29                                                       |
| 5                                                        | Spanien                                                  | 8                                                        | 9                                                        | 5                                                        | 22                                                       |
| 6                                                        | Griechenland                                             | 8                                                        | 8                                                        | 5                                                        | 21                                                       |
| 7                                                        | Niederlande                                              | 8                                                        | 8                                                        | 4                                                        | 20                                                       |
| 8                                                        | Großbritannien                                           | 7                                                        | 7                                                        | 12                                                       | 26                                                       |
| 9                                                        | Bulgarien                                                | 5                                                        | 5                                                        | 3                                                        | 13                                                       |
| 10                                                       | Serbien                                                  | 5                                                        | 1                                                        | 2                                                        | 8                                                        |
| …                                                        |                                                          |                                                          |                                                          |                                                          |                                                          |
| 16                                                       | Schweiz                                                  | 2                                                        | 4                                                        | 4                                                        | 10                                                       |
| …                                                        |                                                          |                                                          |                                                          |                                                          |                                                          |
| 28                                                       | Österreich                                               | 0                                                        | 4                                                        | 0                                                        | 4                                                        |
| …                                                        |                                                          |                                                          |                                                          |                                                          |                                                          |
| Gesamt                                                   |                                                          | 144                                                      | 142                                                      | 129                                                      | 415                                                      |
| Vollständiger Medaillenspiegel                           |                                                          |                                                          |                                                          |                                                          |                                                          |

Die 3. Para-Leichtathletik-Europameisterschaften (englisch IPC Athletics European Championships) fanden vom 24. bis 28. Juni 2012 im Sportcentrum der niederländischen Stadt Stadskanaal statt. Nach den IPC-Leichtathletik-Weltmeisterschaften 2006 in Assen und den IPC Schwimmweltmeisterschaften 2010 in Eindhoven, war es die dritte große IPC-Sportveranstaltung, die in sechs Jahren in den Niederlanden stattfand. Des Weiteren war Stadskanaal 2010 Gastgeber der IWAS Leichtathletik-Europameisterschaften und 2011 der Höhepunkt der IWAS Leichtathletik-Serie.
Am 29. Oktober 2011 hatte das Internationale Paralympische Komitee (IPC) Stadskanaal als Austragungsort der Europameisterschaften bekannt gegeben. Die Athleten und Offiziellen waren im nahegelegenen Erholungsgebiet Pagedal im dortigen, gleichnamigen Sport- und Erholungszentrum untergebracht.
Es wurden 13 Welt- und 27 Europarekorde aufgestellt.

## Teilnehmende Nationen
Die Meldeliste umfasst 524 Athletinnen und Athleten (192 Frauen und 332 Männer) aus 38 Nationen.
| - Aserbaidschan (7) - Belgien (3) - Bosnien und Herzegowina (2) - Bulgarien (12) - Dänemark (6) - Deutschland (38) - Estland (3) - Finnland (10) - Frankreich (11) | - Griechenland (23) - Großbritannien (20) - Irland (8) - Island (6) - Italien (13) - Kroatien (19) - Lettland (6) - Litauen (9) - Montenegro (1) - Niederlande (18) | - Norwegen (1) - Österreich (4) - Polen (42) - Portugal (22) - Rumänien (2) - Russland (69) - San Marino (1) - Schweden (11) - Schweiz (10) - Serbien (10) | - Slowakei (6) - Slowenien (3) - Spanien (31) - Tschechien (18) - Türkei (19) - Ungarn (4) - Belarus (12) - Ukraine (41) - Zypern (3) |